# Sokar
Sokar ali Seker (starogrško Sokaris) je bil bog sokol memfiške nekropole.

## Ime
Pomen njegovega imena ni jasen. V piramidnih besedilih so Egipčani njegovo ime povezovali z  bolečim Ozirisovim klicem Izidi "Sy-k-ri" (pohiti k meni) ali morda izrazom "skr", ki pomeni čiščenje ust. V podzemnem svetu je bil Sokar tesno povezan z bogom stvarnikom Ptahom, glavnim bogom Memfisa, in bogom smrti Ozirisom. V poznih obdobjih Egipta se je ta povezava odražala v trojnem bogu Ptah-Sokar-Oziris.

## Upodabljanje
Sokarja so najpogosteje upodabljali kot mumificiranega sokola, včasih pa kot gomilo, iz katere gleda sokolova glava. Kot takega so ga imenovali "tisti, ki je na svojem pesku". Včasih so ga upodabljali na njegovi barki hennu,  preoblikovani v sani, primerne za gibanje po peščeni memfiški nekropoli.  Eden od njegovih nazivov je bil tudi "tisti iz Restaua"  (odprtin), se pravi vhodov v grobnice. 
V Amduatu, Knjigi podzemlja iz Novega kraljestva, je upodobljen sedeč na hrbtu kače med dvema razprtima kriloma, kar izraža svobodo in povezavo z vstajenjem ali morda mirnim prehodom v podzemni svet. Razen s podzemnnim svetom so Sokarja povezovali tudi s težkim peščenim terenom, imenovanim Imhet (tudi Amhet, Amahet in Amehet), kar pomeni napolnjen.

## Vloge in kulti
Sokar je bil, morda zaradi povezave s Ptahom, povezan tudi z obrtniki. Knjiga mrtvih o njem pravi, da je  oblikoval srebrne vrče in srebrno krsto faraona Šošenka II.,  ki so jih odkrili v  faraonovi grobnici v Tanisu.
Sokarjevo kultno središče je bilo v Memfisu, kjer so na 26. dan četrtega meseca akheta (pomlad) njemu v čast prirejali velika praznovanja. Med praznovanjem so njegovi častilci  okopavali in orali zemljo in gonili živino, kar kaže na njegove poljedelske aspekte. Okoli vratu so obešali kite čebule, s čimer so kazali tudi na njegov podzemni aspekt. Cela čebula ali samo olupki so se uporabljale za mumificiranje ljudi. Če so se uporabljali samo olupki, so se polagali na oči in ušesa, da so prikrili neprijetne vonjave.
Boga so upodabljali tudi kot pomočnika pri različnih opravilih, na primer pri kopanji jarkov in kanalov. V Novem kraljestvu so začeli njegova praznovanja prirejati tudi v Tebah, kjer so postali konkurenca velikemu praznovanju Opet.
Med druge dogodke na praznovanju je spadala tudi plovba Sokatovega kipa na barki Henu, čolnu z visokim premcem v obliki oriksa.

## Vira
- Graindorge, Catherine (1994). Le Dieu Sokar a Thebes Au Nouvel Empire (v francoščini). Otto Harrassowitz Verlag. ISBN 3447034769.
- Mikhail, Louis B. (1984). The Festival of Sokar: An Episode of the Osirian Khoiak Festival. Göttinger Miszellen. str 82.